# Michelbuch (gemeentevrij gebied)
Michelbuch is een gemeentevrij gebied (Duits: gemeindefreies Gebiet) in de Kreis Bergstraße van de Duitse deelstaat Hessen.

## Geografie
Het gemeindefreies Gebiet Michelbuch is ongeveer 485 ha groot en ligt in de zuidelijke exclave van de Kreis Bergstraße in het Odenwald en wordt aan de zuidoostzijde begrensd door de Neckar. Aan de noord- en oostzijde grenst het aan de stad Hirschhorn (Neckar) en aan west- en zuidwestzijde aan Neckarsteinach.
Er bevindt zich slechts één gebouw: het Forsthaus Michelbuch. Op een rotspunt in het zuiden van het bosgebied vindt men de laatste resten van de voormalige Burg Hundheim.

## Administratieve status
Het gebied heeft het gemeentegetal 06 4 31 200 gekregen en bevindt zich op hetzelfde administratieve niveau als de andere gemeenten van de landkreis.
In een verdrag tussen de voormalige groothertogdommen Baden en Hessen van 11 mei 1903 heeft het groothertogdom Hessen er zich toe verbonden de voormalige Badense enclave als een zelfstandig gebied te laten bestaan.